# حكة محدثة بالدواء
الحكة المُحدَثة بالدَّواء (بالإنجليزية: Drug-induced pruritus)‏ هي حكة في الجِلد ناجِمة عن استعمال الأدوية، وغالباً ما تكون هذه الحَكة شامِلة.:57